# Ионов, Виктор Павлович
Ви́ктор Па́влович Ио́нов (29 сентября 1953) — советский футболист, тренер.

## Карьера
Первый тренер — Александр Бибичев. Воспитанник ДЮСШ города Волжский. Всю свою карьеру игрока провёл в волжском «Торпедо», за которое отыграл более 350 матчей во второй лиге. После завершения карьеры игрока работал на разных должностях в волжском клубе, в том числе в 2000—2002 годах был главным тренером команды. С 2008 года работает администратором волжской «Энергии».

## Семья
Сыновья — Максим (1976 г. р.) и Илья (1985 г. р.) — футболисты. Как и отец выступали за главную футбольную команду Волжского.